# Lucy Webb Hayes
Lucy Ware Hayes, née Webb le 28 août 1831 à Chillicothe (Ohio) et morte le 25 juin 1889 à Fremont (Ohio), est la femme du président américain Rutherford Birchard Hayes et ainsi Première dame des États-Unis de 1877 à 1881.

## Biographie
Fille du Dr James Webb et de Maria Cook-Webb, Lucy naît à Chillicothe dans l'Ohio et est la descendante de sept vétérans de la révolution américaine. Son père meurt alors qu'elle est encore enfant. Elle déménage avec sa mère à Delaware où elle rencontre Rutherford B. Hayes en 1847. Plus tard cette année, elle entre à la Wesleyan Women’s College (à présent Ohio Wesleyan University) de Delaware (promotion 1850); elle devient ainsi la première Première dame à avoir obtenu un diplôme. À cette époque, Hayes pratiquait le droit à Cincinnati et tous deux commencèrent à se fréquenter sérieusement. Il la demanda en mariage en juillet 1851.
Le 30 décembre 1852 Rutherford Hayes, 30 ans, épousa Lucy Webb, âgée de 21 ans, chez la mère de la mariée à Cincinnati. Après le mariage, réalisé par le Dr L.D. McCabe du Delaware, le couple partit en lune de miel chez la sœur et le beau-frère du marié à Columbus.
Les Hayes eurent plusieurs enfants dont quatre fils et une fille parvinrent à l'âge adulte.
- Sardis « Birchard Austin » Birchard Hayes (1853-1926) - avocat. Né à Cincinnati, il est diplômé de l'université Cornell en 1874 et d'Harvard en 1877. Il s'installe à Toledo où il s'enrichit en tant qu'agent immobilier et avocat financier.
- James Webb Cook Hayes (1856-1934) - homme d'affaires, soldat. Né à Cincinnati, il suit son frère à Cornell et devient le secrétaire présidentiel de son père après avoir obtenu son diplôme. Il aida par la suite à monter une petite entreprise qui par la suite devint la Union Carbide. Pendant la guerre hispano-américaine, il sert à Cuba, Puerto Rico et dans les Philippines.
- Rutherford Platt Hayes (1858-1931) - bibliothécaire. Né à Cincinnati, il suit des cours à l'université du Michigan, sort diplômé de l'université Cornell en 1880 et réalisa des études postgraduate au Massachusetts Institute of Technology of Boston. Il travaille un temps comme employé de banque à Fremont mais se dévoue par la suite au développement des bibliothèques. Il contribua également à la transformation d'Asheville en Caroline du Nord en un centre de cure et touristique.
- Frances « Fanny » Hayes-Smith (1867-1950). Née à Cincinnati, elle fut éduquée dans une école privée pour filles à Farmington dans le Connecticut. Elle épousa l'enseigne Harry Eaton Smith, de Fremont, en 1897, lequel devint par la suite instructeur à l'académie navale américaine.
- Scott Russell Hayes (1871-1923) - homme d'affaires. Né à Cincinnati, il était encore jeune lors de la présidence de son père. À l'âge de six ans, lui et sa sœur animèrent pour d'autres enfants de Washington D.C.la première chasse aux œufs de Pâques donnée sur la pelouse de la Maison-Blanche. Il devint cadre au sein d'une compagnie ferroviaire à New York.

Violente opposante à l'esclavagisme, Lucy influença la décision de son mari d'abandonner le parti Whig pour le parti républicain, antiesclavagiste. Durant la guerre de Sécession, elle rendait souvent visite à son mari sur le champ de bataille. Alors que son mari était gouverneur de l'Ohio, elle participa à la fondation de la Home for Soldiers' Orphans à Xenia.
En tant que Première dame, elle milita pour la modération de l'alcool à la Maison-Blanche, qui lui valut alors le surnom de « Lemonade Lucy ». Elle bannit toutes les boissons alcoolisées, excepté lors de la réception donnée pour le grand-duc Alexis Alexandrovitch de Russie en 1877 où du vin fut servi. La Women's Christian Temperance Union acclama sa politique et fit faire un portrait d'elle pour la remercier, lequel est maintenant exposé à la Maison-Blanche. Elle initia également la coutume de donner une chasse aux œufs de Pâques sur la pelouse de la Maison-Blanche. En méthodiste dévouée, elle récitait des prières avec le président après déjeuner et chantait des hymnes religieux avec le cabinet et les membres du Congrès les dimanches soir.
Le point fort de la vie des Hayes à la Maison-Blanche fut leurs noces d'argent au cours desquelles la Première dame et le président renouvelèrent leurs vœux devant de nombreux invités déjà présents lors de leur mariage.
En 1881, elle se retira à Spiegel Grove à Fremont, avec le président. Elle mourut d'une attaque cérébrale le 25 juin 1889 et fut enterrée à Spiegel Grove. Les drapeaux furent alors mis en berne en l'honneur de la « femme la plus aimée d'Amérique ».

## Représentation dans des œuvres de fiction
Dans la comédie musicale de Leonard Bernstein, 1600 Pennsylvania Avenue, la Première dame chante le Duet for One, dans lequel Mrs Grant se transforme en Lucy Webb Hayes.
Dans l'album Sarah Bernhardt de la bande dessinée Lucky Luke, la femme de président Rutherford B. Hayes est dépeinte comme une de ceux désapprouvant le tour des États-Unis entrepris par l'actrice Bernhardt. La Première dame se déguise alors en George pour infiltrer l'entourage de Sarah afin de saboter son projet bien qu'elle finisse par accepter celui-ci après que les charmes et les chants de l'actrice française eurent ému une tribu indienne hostile. La femme du président n'est pas nommée dans le livre et pourrait donc être considérée comme un personnage purement fictif si ce n'était les nombreuses ressemblances qu'elle et son mari ont avec Rutherford et Lucy Hayes. Hayes lui-même est dépeint comme un homme décontenancé par l'hostilité de son épouse envers Sarah, répétant le même discours encore et toujours même en absence d'auditoire. Toujours dans Lucky Luke, ce personnage apparaît aux côtés de son mari dans l'album L'Homme de Washington, où elle sert de running gag et se plaint des penchants de son mari pour l'alcool.